# One Foot in Heaven
One Foot in Heaven (prt: Com um Pé no Céu; bra: Com o Pé no Céu) é um filme estadunidense de 1941, do gênero drama biográfico, dirigido por Irving Rapper, com roteiro de Casey Robinson e Adelheid Wette baseado no livro homônimo de Hartzell Spence.

## Produção
O filme mostra o conflito entre as crenças de um religioso e as rápidas mudanças na qualidade de vida no início do século 20.
O livro de Spence em que se baseia o filme é uma biografia de seu pai, o ministro da Igreja Metodista William Spence, que passou a vida pulando de uma paróquia para outra. Isso resultou num filme de caráter episódico, isto é, não há uma história contínua e, sim, uma série de incidentes isolados.
Um dos episódios mais memoráveis mostra Spence indo ao cinema pela primeira vez — para assistir a um faroeste mudo com William S. Hart, um dos cowboys pioneiros de Hollywood. Hart foi um dos convidados de honra na estreia do filme.
Excessivamente sentimental, porém com uma boa atmosfera da época, One Foot in Heaven foi indicado ao Oscar de melhor filme. A produção fez um grande sucesso junto ao público, assim como The Gay Sisters, a película seguinte de Irving Rapper, que estava em início de carreira. Tudo isso levou a Warner Bros. a escalar o cineasta -- assim como Max Steiner, responsável pela música em ambos os filmes -- para a direção de Now, Voyager, um veículo de Bette Davis, a grande estrela do estúdio.

## Sinopse
O reverendo William Spence muda de paróquia todo mês. Com isso, as crianças reclamam, pois não conseguem manter laços de amizade com ninguém. Já William reclama da imoralidade que veio junto com o novo século. Reclama também dessa nova invenção, o cinema, mas só até assistir um filme e ver-se torcendo freneticamente pelo mocinho.

## Premiações
| Prêmio     | Categoria    | Situação |
| ---------- | ------------ | -------- |
| Oscar 1942 | Melhor filme | Indicado |

## Elenco
| Ator/Atriz       | Personagem                                                                |
| ---------------- | ------------------------------------------------------------------------- |
| Fredric March    | William Spence                                                            |
| Marta Scott      | Hope Morris Spence                                                        |
| Beulah Bondi     | Senhora Lydia Sandow                                                      |
| Gene Lockhart    | Preston Thurston                                                          |
| Elisabeth Fraser | Eileen Spence aos 17 anos                                                 |
| Harry Davenport  | Elias Samson                                                              |
| Laura Hope Crews | Senhora Preston Thurston                                                  |
| Grant Mitchell   | Clayton Potter                                                            |
| Moroni Olsen     | Doutor John Romer                                                         |
| Frankie Thomas   | Hartzell Spence aos 18 anos                                               |
| Jerome Cowan     | Doutor Horrigan                                                           |
| Ernest Cossart   | John Morris                                                               |
| Nana Bryant      | Senhora Morris                                                            |
| Carlotta Jelm    | Eileen Spence aos 11 anos                                                 |
| Peter Caldwell   | Hartzell Spence aos 10 anos                                               |
| Jack Mower       | Não creditado                                                             |
| Leah Baird       | Papel indeterminado                                                       |
| William S. Hart  | Silencioso Budd Marr (cenas de arquivo de The Silent Man — não creditado) |